# Malthonea mimula
Malthonea mimula là một loài bọ cánh cứng trong họ Cerambycidae.